# Литевский, Пётр Иванович
Литевский, Пётр Иванович (1803-1860-е) — первый (временный) начальник портового города Ейска. Был назначен на эту должность в 1848 году, вскоре после выхода императорского указа об основании города Ейска. Награждён орденом Святого Георгия 4-й степени, золотой шашкой на Георгиевской ленте с надписью «За храбрость», орденом Святого Станислава 4-й степени, орденом Святой Анны 3-й степени .

## Биография
Образование получил в Щербиновском окружном училище, Екатеринодарской гимназии, Харьковском Императорском университете. Войсковую службу начал 1 февраля 1819 года. Через год с небольшим, 14 мая 1820 года, был произведён в урядники. В 1831 году прикомандирован к канцелярии наказного атамана Черноморского казачьего войска. С 6 февраля 1836 года по 5 декабря 1844 года — адъютант Черноморской кордонной линии. 28 мая 1845 года он назначается дежурным штаб-офицером Войскового штаба Черноморского казачьего войска. 1 декабря 1846 года он назначается старшим членом Войскового правления Черноморского казачьего войска.
Женат он был на Марии Максимовне Журавель — дочери подполковника Черноморского казачьего войска. У них были сыновья: Константин родившийся 11 сентября 1838 года, Иосиф, родившийся 27 сентября 1842 года и Владимир, родившийся 2 июня 1845 года. Один из его сыновей первым среди кубанцев окончил Горный институт.

## Градоначальник Ейска
Среди главных задач, стоявших перед главой города, были: организация приписки к городу многотысячной массы прибывших переселенцев, выделение каждому приписанному земельного участка для строительства дома, налаживание поставки строительных материалов.
К концу 1848 года в Ейске скопилось несколько сотен человек, которым не давали приписки к городу, начались массовые волнения. Городской начальник был бессилен совладать с бунтом, поэтому запросил дополнительной военной помощи. Только собрав значительные силы, удалось разоружить и арестовать бунтовщиков. Об этом Литевский рапортовал командующему войсками на Кавказской линии генерал-майору Н. С. Завадовскому:
По поводу скопища людей, не имеющих законных видов, которые, несмотря на объявленное им запрещение, предпочитали остаться на Ейской косе по превратным понятиям свободы заселения города Ейска, от которых очищен Ейск, изредка ещё подходили подобные люди, но были мною вразумляемы и отправляемы куда кто подлежал, наконец это прекратилось.
Существуют сведения, что канцелярия Литевского работала не лучшим образом: допускалась волокита, списки делались кое-как, да и рапорты самого временного градоначальника своим стилем и безграмотностью потрясали даже видавших виды чиновников вышестоящих ведомств. Но, как бы то ни было, со своей задачей первый начальник города справился. Отмечая его заслуги, ейчане назвали бухту на оконечности Ейской косы бухтой Литевского. В этой бухте была построена деревянная пристань первого ейского порта.
В 1849 году Литевского сменил постоянный градоначальник князь Александр Сергеевич Голицын.